# Olympische Sommerspiele 1900/Schwimmen – 200 m Hindernis (Männer)
Der Schwimmwettkampf über 200 Meter Hindernis der Männer bei den Olympischen Spielen 1900 in Paris wurde vom 11. bis 12. August 1900 ausgetragen. Es war die erste und bis heute einzige Austragung des Wettbewerbs. Olympiasieger wurde Frederick Lane aus Australien. Silber gewann der Österreicher Otto Wahle und Bronze ging an Peter Kemp aus dem Vereinigten Königreich.
In diesem Wettbewerb musste die Athleten im Laufe der 200 m zunächst über eine Stange klettern, es folgte eine Reihe von Booten, die ebenfalls überstiegen werden musste und endete mit dem Hinunterdurchtauchen unter einer weiteren Reihe von Booten.

## Ergebnisse

### Vorläufe
Die zwei schnellsten Athleten eines jeden Laufs sowie die vier weiteren Zeitschnellsten aller Läufe qualifizierten sich für das Finale.
Lauf 1
| Rang | Athlet              | Nation         | Zeit       | Anm. |
| ---- | ------------------- | -------------- | ---------- | ---- |
| 1    | Frederick Lane      | Australien     | 3:04,0 min |      |
| 2    | Karl Ruberl         | Österreich     | 3:06,0 min |      |
| 3    | Frederick Stapleton | Großbritannien | 3:18,4 min |      |
| 4    | Louis Marc          | Frankreich     | 3:29,2 min |      |

Lauf 2
| Rang | Athlet           | Nation         | Zeit       | Anm. |
| ---- | ---------------- | -------------- | ---------- | ---- |
| 1    | Otto Wahle       | Österreich     | 2:56,0 min |      |
| 2    | William Henry    | Großbritannien | 3:14,4 min |      |
| 3    | Jules Verbecke   | Frankreich     | 3:18,0 min |      |
| 4    | Victor Hochepied | Frankreich     | 3:37,2 min |      |

Lauf 3
| Rang | Athlet            | Nation             | Zeit       | Anm. |
| ---- | ----------------- | ------------------ | ---------- | ---- |
| 1    | Peter Kemp        | Großbritannien     | 3:12,0 min |      |
| 2    | Maurice Hochepied | Frankreich         | 3:16,2 min |      |
| 3    | Joseph Bertrand   | Frankreich         | 3:28,2 min |      |
| 4    | Fred Hendschel    | Vereinigte Staaten | 3:45,2 min |      |

### Finale
| Rang | Athlet              | Nation         | Zeit       | Anm. |
| ---- | ------------------- | -------------- | ---------- | ---- |
| 1    | Frederick Lane      | Australien     | 2:38,4 min |      |
| 2    | Otto Wahle          | Österreich     | 2:40,0 min |      |
| 3    | Peter Kemp          | Großbritannien | 2:47,4 min |      |
| 4    | Karl Ruberl         | Österreich     | 2:51,2 min |      |
| 5    | Frederick Stapleton | Großbritannien | 2:55,0 min |      |
| 6    | William Henry       | Großbritannien | 2:58,0 min |      |
| 7    | Maurice Hochepied   | Frankreich     | 2:58,0 min |      |
| 8    | Jules Verbecke      | Frankreich     | 3:08,4 min |      |
| 9    | Joseph Bertrand     | Frankreich     | 3:17,0 min |      |
| 10   | Louis Marc          | Frankreich     | 3:30,6 min |      |